# Conuber
Conuber is een geslacht van weekdieren uit de klasse van de Gastropoda (slakken).

## Soorten
- Conuber conicum (Lamarck, 1822)
- Conuber incei (Philippi, 1853)
- Conuber melastoma (Swainson, 1821)
- Conuber sordidum (Swainson, 1821)